# 핀 율

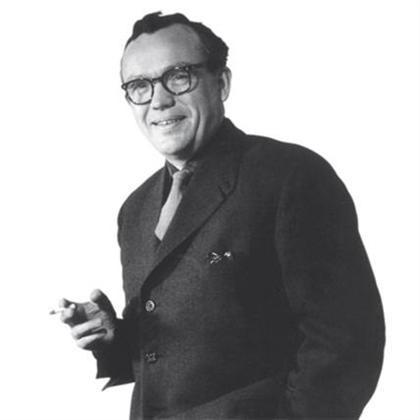

핀 율(Finn Juhl、1912년 1월 30일 - 1989년 5월 17일)은 덴마크의 건축가이자 산업 디자이너이며, 가구 디자인으로 많이 알려져 있다. 1940년대 덴마크 디자인을 만드는데 주도적인 역할을 했다.

## 생애
1912년 덴마크에서 태어났고, 1934년 덴마크 왕립예술아카데미를 졸업하였다.
1951년 38세이던 핀 율은 뉴욕의 유엔 본부 신탁통치이사회층의 회의실 인테리어를 맡아 주목받았고, 핀 율의 탄생 100주기인 2012년 5월에 그의 가구와 디자인 세계를 국내에 처음 소개하는 전시회가 서울 종로구 통의동 대림미술관에서 열렸다.

## 대표작
- ‘치프테인’ 의자. 1949년 작. 덴마크 프레데리크 국왕이 앉은 의자이자, 덴마크의 해외 대사관에 공급되는 의자로 유명하다.
- ‘팔걸이의자 No.45’.
- '펠리칸 체어' 장 아르프의 조각 작품에 영향을 받아 디자인 된 작품.

## 참고
1. ↑  의자가 아니라 예술입니다, 한겨레 신문, 2012/05/10,